# Дініс Ісламов
Дініс Ісламов (справж. ім'я — Денис Фатхеєвич Ісламов; башк. Динис Исламов, Денис Фәтхи улы Исламов; 1921—1973) — башкирський радянський письменник і журналіст. Член Союзу письменників Башкирської АРСР (1965).

## Біографія
Ісламов Денис Фатхеєвич народився 15 грудня 1921 року в селі Новомусіно Уфимського повіту Уфимської губернії.
У 1939 році закінчив річні вчительські курси. У 1940 році працював вчителем у Таймасовській середній школі Кумертауського району Башкирської АРСР.
Брав участь у Другій світовій війні. Нагороджений орденами Червоного Прапора, Вітчизняної війни 1-го і 2-го ступенів, Червоної Зірки.
З 1947 року працював у газеті «Кизил тан», а з 1950 року на посаді відповідального секретаря — у газеті «Червоний прапор». У 1952 р. вдруге призваний до армії.
У 1951—1955 рр. з перервою працював спеціальним кореспондентом газети «Совет Башкортостаны».

## Творча діяльність
Перші вірші письменника («Бригадир», «На Агиделі рушив лід») опубліковані в 1947 році. З 1950 року перейшов у жанр прози.
У 1953 році був виданий перший збірник оповідань «Беренсе көн» («Перший день»).
Пам'яті про Другу світову війну присвячені книги повістей та оповідань «Роки і дороги» («Йылдар һәм юлдар», 1960), «Три зустрічі» («Өс осрашыу», 1964), «Зеєловські висоти» («Зеелов тауҙары», 1970), роман «Мәскәү юлы» (1968; у російському перекладі — «Дорога Москвы», 1974). Крім них, до тематики війни належить роман «Південне сонце» («Көньяҡ ҡояшы»), частина якого була опублікована в журналі «Ағиҙель» (1974). Продовження роману «Південне сонце» залишилося незавершеним автором.
Дініс Ісламов є автором збірок оповідань і повістей «Ҡыҙҙар» (1955; в російському перекладі — «Девушки», 1957), «Өс осрашыу» (1964; в російській перекладі — «Три встречи», 1969) та інших.
За романом Ісламова — «Йомарт ер» (1959; в російському перекладі — «Щедрая земля», 1982) поставлений спектакль «Ҡуштирәк, йәки Йомарт ер» («Куштиряк, або Щедра земля») в Башкирському академічному театрі драми. Твори письменника перекладені молдавською мовою.

## Книги
- Ғүмер юлдары: повестар һәм хикәйәләр. Өфө, 1960.
- Аға һыуҙар. Повесть, хикәйәләр. Өфө, 1971.
- Әҫәрҙәр 2 томда. 1 том. Повесть, хикәйәләр. Өфө, 1986; 2 том. Романдар. 1986.

## Пам'ять
- У селі Новомусино його ім'ям названа вулиця.
- В Уфі на будинку, де жив письменник, в честь нього встановлено меморіальну дошку.